# Hortensia Völckers

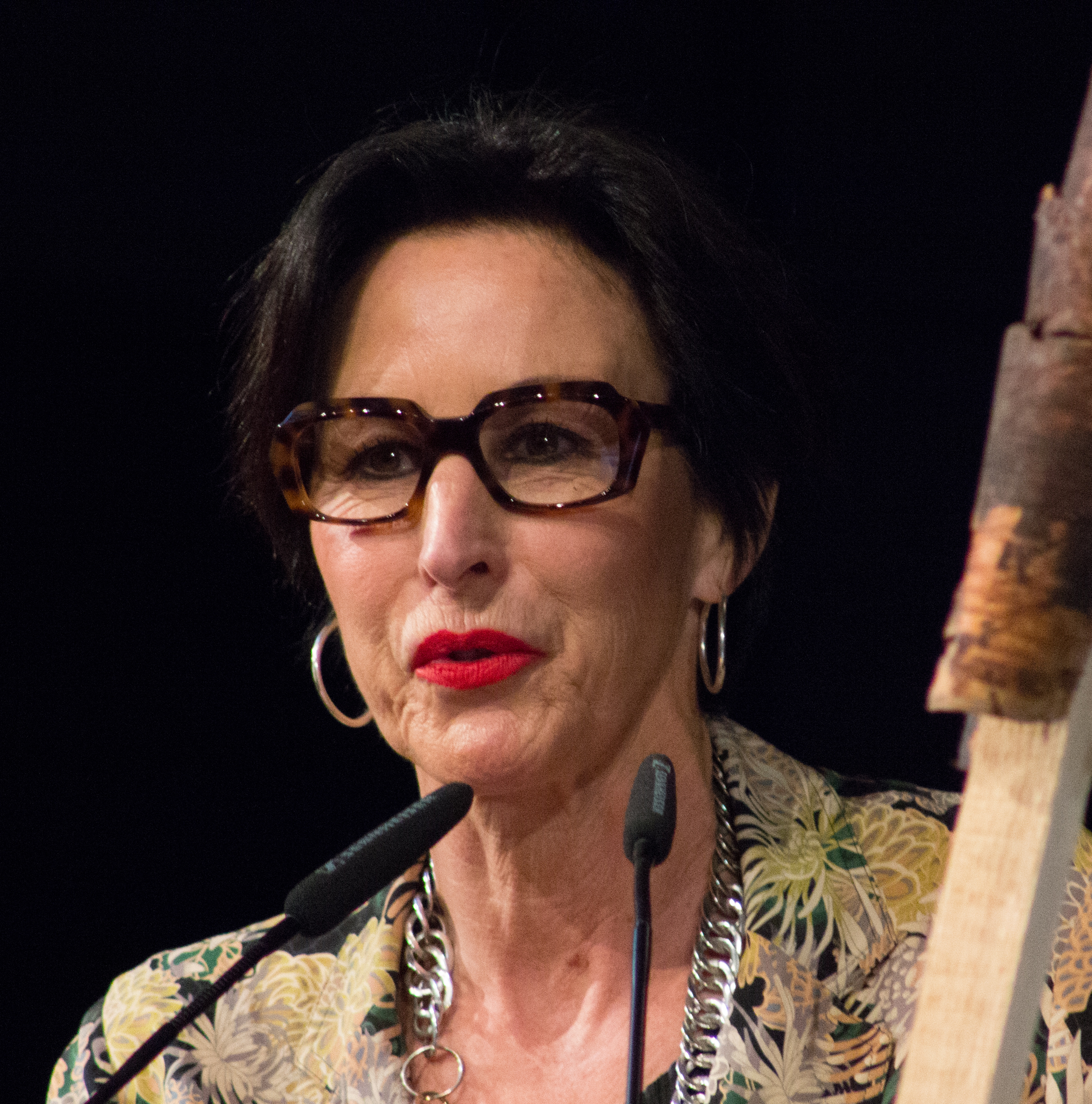
Hortensia Völckers im Rahmen der Eröffnungskonferenz der Documenta 14 am 7. Juni 2017 in Kassel

Hortensia Völckers (* 29. Oktober 1957 in Buenos Aires) ist eine deutsche Kuratorin und Kulturmanagerin. Seit März 2002 war sie künstlerische Direktorin der Kulturstiftung des Bundes. Diese Stiftung verließ Völckers nach 20 Jahren Ende Dezember 2022.

## Leben
Hortensia Völckers wurde als Kind deutscher Auswanderer geboren; die Mutter war Bildhauerin, der Vater Kaufmann. Sie war eine begabte Schwimmerin und war im Olympiakader Argentiniens, ohne eine Nominierung für die Spiele 1972 in München zu erlangen. Im Vorfeld der heraufziehenden Militärdiktatur Argentiniens hielten ihre Eltern es für ratsam, sie zum Studieren nach München zu schicken. Am dortigen Studienkolleg machte sie 1976 ein deutsches Abitur und studierte anschließend an der LMU Politologie und Kunstgeschichte. Mit einem Stipendium war sie währenddessen ein Jahr an der New York University.
Ihren Lebensunterhalt verdiente sie freiberuflich als selbständige Kuratorin von Ausstellungen, Organisatorin von Tanzfestivals und Direktorin der Wiener Festwochen. Sie war in den 1990er Jahren die rechte Hand von Catherine David bei der Organisation der documenta X. Julian Nida-Rümelin berief sie 2002 als Gründungsdirektorin der zu gründenden Bundeskulturstiftung.
Im Dezember 2020 unterschrieb sie einen Aufruf der Initiative GG 5.3 Weltoffenheit, der sich gegen den BDS-Beschluss des Deutschen Bundestages vom 17. Mai 2019 mit dem Titel „Der BDS-Bewegung entschlossen entgegentreten – Antisemitismus bekämpfen“ richtet.
Völckers lebt in Berlin mit einem Journalisten zusammen.